# 東福寺 (菊池市)
東福寺（とうふくじ）は、熊本県菊池市亘にある天台宗の寺院である。菊池五山の１つ。

## 歴史
比叡山延暦寺正覚院の末寺で、朱雀天皇の勅願により、天慶元年（938年）、天台僧の大僧都・證慶法印によって開創されたと伝える。時の肥後国司・尾藤隆房が大檀那となり建立されたという。
以後、村上、円融、堀河と歴代天皇の綸旨を賜り、堀河天皇の寛治3年（1089年）には勅願寺になったとする。
征西将軍懐良親王の命により、菊池氏第15代菊池武光が「菊池五山」を定めるに当たっては、当寺を再興して禅刹とした上、五山の第一となした。
武光が正観寺を建立してこれを菩提寺とするまでは、当寺が菊池氏の菩提寺であった。そのため、境内やその近隣には菊池一族の墓が現存する。往時は寺領25町歩、末寺も15箇寺を数えたという。菊池氏の勢力が衰えた後は再び天台宗に復し、現在に至る。
慶長6年（1601年）、肥後国主加藤清正の時、寺領を全て没収され、末寺も失う。
現在の本堂は文政2年（1819年）に再建されたものである。

## 文化財
- 木造十一面千手観音立像(本尊)　平安末期（伝行基作） - 熊本県指定重要文化財
- 木造不動明王立像(脇侍)　室町前期 - 熊本県指定重要文化財
- 木造毘沙門天立像(脇侍)　室町前期 - 熊本県指定重要文化財
- 不動明王掛軸 - 熊本県指定重要文化財
- 五輪塔(菊池覚勝[2]公墓) - 菊池市指定文化財
- 五輪塔(菊池武村[3]公墓)  - 菊池市指定文化財
- 菊地家二十五代肖像画二十五本　江戸末期

## 東福寺墓石群の主要な墓
- 元弘塔 菊池覚勝(遠基入道寂正)
- 享保塔 第35代住職大阿闍梨焉立大和尚
- 宝徳塔 第22代住職権大僧都性澄法印
- 建武塔 菊池武村
- 応永塔 木庭城主城越前守為重
- 永享塔 第20代住職長能大阿闍梨
- 応永塔 第19代住職隆盛大僧都
- 大永塔 第27代住職長尊大阿闍梨

## かつて存在した僧坊
- 歓喜院 - 東福寺の南東、菊池武重の墓所がある地に存在した。
- 多門院
- 常楽坊
- 勝蔵坊
- 常行坊
- 得行坊
- 實相坊
- 清満坊
- 大門坊
- 圓満坊
- 萬善坊
- 什覚坊
- 實満坊
- 風光坊
- 歓清坊
- 大徳院

## 御詠歌
とうふくを西へつたえていそく身は わたりに舟を得んここちすれ

## 所在地
- 熊本県菊池市亘406

## 交通
- 電鉄バス菊池温泉バス停より徒歩15分